# Arkys cornutus
Arkys cornutus är en spindelart som beskrevs av Ludwig Carl Christian Koch 1872. Arkys cornutus ingår i släktet Arkys och familjen hjulspindlar. Inga underarter finns listade i Catalogue of Life.

## Bildgalleri

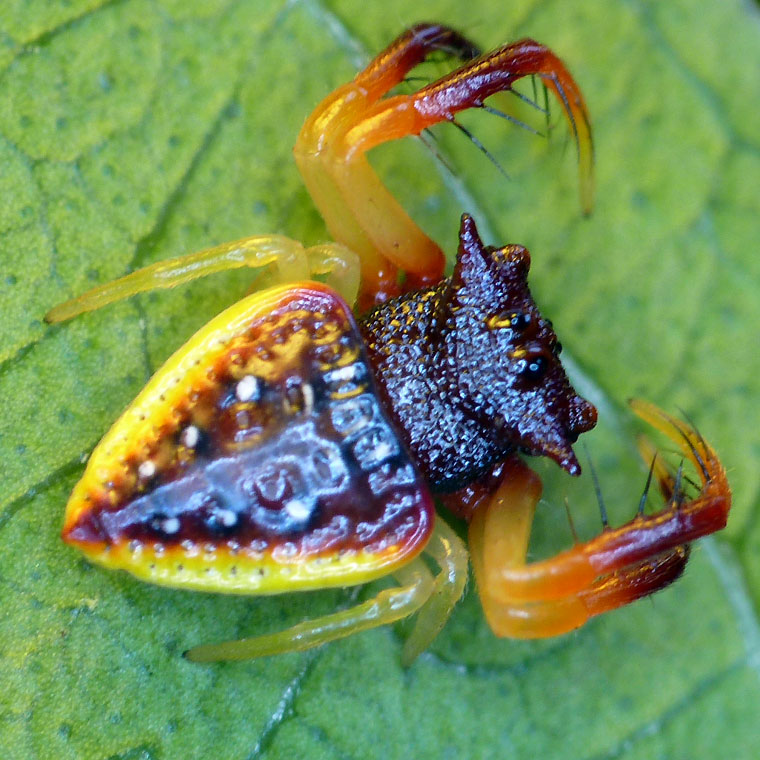